# 张华 (西晋)
张华（232年—300年），字茂先，范阳方城（今河北固安县）人。西晋文学家、诗人、政治家。张华在范阳郡太守鲜于嗣推荐下任职太常博士，又屡迁佐著作郎、长史兼中书郎等职。西晋取代曹魏后，又屡迁黄门侍郎，封广武县侯，官至司空。晋惠帝时，遭司马伦杀害。

## 生平
父张平，曹魏时渔阳郡太守。张华幼年丧父，家贫然勤学，“学业优博，图纬方伎之书，莫不详览”。有“人伦鉴识”美称的刘讷见张华时感叹道：“张茂先我所不解。”曹魏末期，因愤世嫉俗而作《鷦鷯賦》，通过对鸟禽的褒贬，抒发自己的政治观点。《鹪鹩赋》引起巨大反响，阮籍叹其有王佐之才，张华自此名声鹊起。

### 固劝伐吴
咸宁元年（275年）时，灭蜀已12年，晋代魏也已10年，而“大晋兵众，多于前世；资储器械，盛于往时”。相反，东吴则因國君孙皓“昵近小人，刑罚妄加。大臣名将，无所亲信”而“人人忧恐，各不自保”。征南大将军羊祜曾上疏晋武帝，要求伐吴，但众臣“苦谏不可”。咸宁四年（278年），羊祜病故，临终前推荐杜预接替自己。次年，益州刺史王亦上疏主张伐吴，遭到賈充為首的众臣反对，认为“西有昆夷之患，北有幽并之戍。天下劳扰，五谷不登，兴军议讨，惧非其时”。于是张华固劝伐吴，说：“陛下圣明神武，朝野清晏，国富兵强，号令如一。吴主荒淫骄虐，诛杀贤能，当今讨之，可不劳而定”。他一席话消除了武帝顾虑，终于作出了最后决定。
咸宁五年（279）冬，伐吴开始，但一度“众军既进，而未有克获”，时有賈充與中书监荀勖上疏腰斩张华以谢天下，但张华“独坚执，以为必克”。
灭吴后，武帝下诏令奖赏张华：“尚书、关内侯张华，前与故太傅羊祜共创大计，遂典掌军事，部分诸方，算定权略，运筹决胜，有谋谟之勋。其进封为广武县侯，增邑万户，封子一人为亭侯，千五百户，赐绢万匹。”

### 朋党之争
灭吴后，张华名重一世，荀勖“自以大族，恃帝恩深，憎疾之，每伺间隙，欲出华外镇”。又因张华举武帝之弟齐王司马攸，而武帝却对其弟有猜忌，遂“微为忤旨，间言遂行。乃出华为持节、都督幽州诸军事、领护乌桓校尉、安北将军”，名义上是为了安抚胡夷。
张华到职后，立刻派安北将军严询征讨鲜卑慕容涉归，并在昌黎大败之，于是“抚纳新旧，戎夏怀之，东夷马韩、新弥诸国依山带海，去州四千余里，历世未附者二十余国，并遣使朝献。于是远夷宾服，四境无虞，频岁丰稔，士马强盛”。
张华功绩使得贾充党羽侍中冯紞深感不安。冯紞曾反对伐吴，所以“紞内怀惭惧，疾张华如仇”。于是冯紞开始在武帝面前诋毁张华，说张华和反叛了的鍾會是同類人物。武帝遂迁張华为有职无权的太常卿。
晋惠帝時，经过一系列朝廷内部火并，政权落到了楚王司马玮手中。张华献计惠帝，“遣殿中将军王宫说玮矫诏，乃收玮诛之”。事后，张华因首谋有功，拜右光禄大夫、侍中、中书监等职，并于元康六年（296年）官至司空。

### 死于非命
楚王玮死后，名目上张华有重职，但实权掌握在賈南風手中。賈皇后一度企图废除不是自己所生太子，以长期擅政，但因张华等极力反对，才作罢。
张华曾作《女史箴》九段來勸諫賈皇后，但並無作用。
元康九年（299年），賈皇后灌醉太子，使之书写谋乱之书，后遍示群臣。阅后，群臣均附合賈皇后，要求赐太子死，唯张华反对。核对笔迹后，果为太子所作，张华遂无言以对，但仍然坚持己见。最后从赐死改为废为庶人。废太子后，东宫左卫督司马雅和常从督许超等人，谋废賈皇后而复太子，遂与赵王司马伦密谋。对帝位虎视眈眈的赵王伦，一方面使賈皇后杀太子，另一方面策划政变，以废黜賈皇后。永康元年（300年）4月2日晚，赵王伦遣司马雅联合张华政变，但后者予以拒绝。尽管如此，张华没有揭发赵王伦之谋，意欲借伦之手废賈皇后。次日赵王伦兵变，并以党附賈皇后罪名执华于殿前。
被处死前，张华对前来的张林说：“您想杀害我这样的忠臣吗？”，张林责问到：“您贵为宰相，掌管天下事，太子被废而您不能死节，这是为什么？”，张华回到：“式乾殿的那次朝议，我劝谏不可废太子的奏疏还存着，并不是我没劝谏”，张林反问：“陛下不听，为什么不辞职呢？”，张华无言以对。他叹道：“臣先帝老臣，忠心如丹。臣不畏死，惧王室之难，祸不可测也。”
张华二子散骑常侍张祎、散骑侍郎张韪同时遇害，但有其他儿子逃脱。
次年，齐王司马冏、成都王司马颖、长沙王司马乂起兵，诛杀了赵王伦。齐王冏上奏请求给张华雪冤。太安二年（303年）朝廷正式下诏，恢复张华爵位以及被没收的财产。

## 著作
华诗今存32首。除少数描写自己的壮志和对贵族豪门的不满，有《情诗》5首，描写夫妇离别思念的心情。还编纂有《博物志》。《隋书·经籍志》录《张华集》10卷，已佚。明代張溥在《汉魏六朝百三家集》收有《张茂先集》。《博物志》有今人范宁校本10卷。

## 家庭

### 妻
- 涿郡刘氏，劉放女

### 子女
- 张祎，字彦仲，散骑常侍，好学，谦敬有父风
- 张韪，散骑侍郎
- 张某，没有与父亲和兄弟一同被杀
- 张氏，嫁卞粹

### 孙
- 张舆，张祎子，袭爵，东晋年间辟丞相掾、太子舍人。

### 玄孫
- 張次惠，張輿之孫，劉宋濮陽郡太守

### 七世孫
- 梁文獻皇后張尚柔[12]
- 張弘策[13]

### 後裔
唐朝宰相张说为张华十三世孙。

## 軼事
- 一次武库起火，张华害怕有人因此乘机作乱，便派兵把守在武库四周，然后才救火，武库中所收藏歷代的宝物及斩蛇剑、王莽的头和孔子的鞋子等都被烧毁了。当时张华看见斩蛇剑穿透屋顶飞了出去，不知去向[14]。

- 晉滅吳之後，某夜張華夜觀星空，見斗宿、牛宿間有紫氣，問陪同的雷煥，雷煥說：「這是吳國還沒被滅掉的殘留痕跡，應是寶劍之精氣衝上天際。」於是張華立即補煥為豐州縣令。雷煥到任後，依照紫氣的方向找到一間廢棄的牢獄，命兵卒挖掘，果發掘到一封石函，內有兩把寶劍，即是名劍龍泉寶劍、太阿劍、雷煥將其送與張華，張華將太阿劍自己配戴，龍泉劍則讓雷煥自己帶著。數年後張華因不同意廢賈皇后而被司馬倫等人誅殺、雷煥過世。僕人將此二劍投入水中，二劍幻化為龍，隨即衝上天去，僕人再看水中時，已無寶劍的蹤影[8]。

- 張華十分賞識陳壽的才華，對其所作的《三國志》讚譽有加，並向他說：“應該把《晉書》的編纂大任也交給你。”[15]張華更曾經打算舉薦陳壽為中書郎，但荀勗妒忌張華而厭惡陳壽，因而作罷。[16]

## 延伸阅读
Module:Wikisource_further_reading第46行Lua错误：attempt to concatenate local 'id' (a nil value)
| 政府职务      | 政府职务              | 政府职务    |
| ------------- | --------------------- | ----------- |
| 前任： 司馬晃 | 西晉司空 296年－300年 | 繼任： 劉寔 |